# Gnégnéri Yaya Touré
Gnégnéri Yaya Touré, o Touré Yaya (Bouaké, 13 de maig de 1983) és un centrecampista ivorià, actualment juga a l'Olympiakos FC de la lliga grega. També ha defensat la samarreta de la seva selecció nacional.
El seu germà gran, Kolo Touré, amb qui va coincidir al Manchester City FC, juga al Liverpool FC, mentre que el seu germà petit, Ibrahim Touré, defensa la samarreta del Safa SC Beirut libanès.
Yaya Touré és un volant que impressiona per les seves facultats físiques. Destaca en protegir i mantenir la possessió de la pilota i les seves passades són de gran qualitat tant les curtes, com les llargues i el joc vertical. En situacions complicades, quan el seu equip està sota pressió, té capacitat per a incorporar-se veloçment a l'atac, cosa que li ha fet guanyar fama de jugador d'àrea a àrea.
El FC Barcelona va concretar el seu fitxatge procedent del Mònaco el 26 de juny del 2007 per 10 milions d'euros.
El 28 d'agost de 2009 jugà com a titular en el partit de la Supercopa d'Europa que enfrontà el Barça contra el FC Xakhtar Donetsk, que l'equip blaugrana guanyà per 1 a 0 en la pròrroga.
Després de 3 temporades al club català on visqué dues temporades amb grans èxits esportius, va voler ser traspassat al Manchester City al·legant que volia jugar més minuts i per una quantitat de 30 milions d'euros fixes, més 0,5 milions d'euros variables.

## Clubs
| Club                | País            | Any       |
| ------------------- | --------------- | --------- |
| ASEC Abidjan        | Costa de Marfil | 2001      |
| KSK Beveren         | Bèlgica         | 2001-2003 |
| FC Metalurh Donetsk | Ucraïna         | 2003-2005 |
| Olympiacos FC       | Grècia          | 2005-2006 |
| AS Monaco           | França          | 2006-2007 |
| FC Barcelona        | Espanya         | 2007-2010 |
| Manchester City FC  | Anglaterra      | 2010-2018 |
| Olympiakos FC       | Grècia          | 2018-     |

## Estadístiques

### Club
Actualitzat fins al 5 d'octubre de 2014.
| Club                | Temporada     | Lliga   | Lliga | Copa    | Copa | Europa  | Europa | Total   | Total |
| Club                | Temporada     | Partits | Gols  | Partits | Gols | Partits | Gols   | Partits | Gols  |
| ------------------- | ------------- | ------- | ----- | ------- | ---- | ------- | ------ | ------- | ----- |
| Beveren             | 2001–02       | 28      | 0     | 0       | 0    | 0       | 0      | 28      | 0     |
| Beveren             | 2002–03       | 30      | 3     | 0       | 0    | 0       | 0      | 30      | 3     |
| Beveren             | 2003–04       | 12      | 0     | 0       | 0    | 0       | 0      | 12      | 0     |
| Beveren             | Total         | 70      | 3     | 0       | 0    | 0       | 0      | 70      | 3     |
| FC Metalurh Donetsk | 2003–04       | 11      | 1     | 0       | 0    | 0       | 0      | 11      | 1     |
| FC Metalurh Donetsk | 2004–05       | 22      | 2     | 2       | 1    | 4       | 1      | 28      | 4     |
| FC Metalurh Donetsk | Total         | 33      | 3     | 2       | 1    | 4       | 1      | 39      | 5     |
| Olympiakos FC       | 2005–06       | 26      | 3     | 0       | 0    | 6       | 0      | 32      | 3     |
| Olympiakos FC       | Total         | 26      | 3     | 0       | 0    | 6       | 0      | 32      | 3     |
| AS Monaco           | 2006–07       | 27      | 5     | 0       | 0    | 0       | 0      | 27      | 5     |
| AS Monaco           | Total         | 27      | 5     | 0       | 0    | 0       | 0      | 27      | 5     |
| FC Barcelona        | 2007–08       | 26      | 1     | 2       | 0    | 12      | 1      | 40      | 2     |
| FC Barcelona        | 2008–09       | 25      | 2     | 5       | 1    | 10      | 0      | 40      | 3     |
| FC Barcelona        | 2009–10       | 23      | 1     | 6       | 0    | 8       | 0      | 37      | 1     |
| FC Barcelona        | Total         | 74      | 4     | 13      | 1    | 30      | 1      | 117     | 6     |
| Manchester City     | 2010–11       | 35      | 6     | 8       | 3    | 8       | 1      | 51      | 10    |
| Manchester City     | 2011–12       | 32      | 6     | 1       | 0    | 9       | 3      | 42      | 9     |
| Manchester City     | 2012–13       | 32      | 6     | 5       | 2    | 5       | 1      | 42      | 10    |
| Manchester City     | 2013–14       | 35      | 20    | 7       | 3    | 7       | 1      | 49      | 24    |
| Manchester City     | 2014–15       | 6       | 1     | 2       | 1    | 2       | 0      | 10      | 2     |
| Manchester City     | Total         | 140     | 39    | 23      | 9    | 31      | 6      | 194     | 53    |
| Total carrera       | Total carrera | 370     | 56    | 37      | 11   | 70      | 8      | 479     | 75    |

## Palmarès

### Club
ASEC Mimosas
- 1 Lliga ivoriana de futbol: 2001

Olympiacos
- 1 SuperLliga grega: 2005–06
- 1 Copa grega de futbol: 2005–06

FC Barcelona
- 2 Lliga espanyola: 2008-09 i 2009-10
- 1 Copa del Rei: 2008-09
- 1 Supercopa espanyola: 2009
- 1 Lliga de Campions: 2008-09
- 1 Supercopa d'Europa: 2009
- 1 Mundial de Clubs: 2009

Manchester City
- 3 FA Premier League: 2011–12, 2013-14, 2017-18
- 1 FA Cup: 2010–11
- 3 Football League Cup: 2013–14, 2015-16, 2017-18
- 1 FA Community Shield: 2012

### Individual
- Futbolista africà de l'any: 2011, 2012, 2013
- PFA Premier League Team of the Year: 2011–12
- FA Community Shield Man of The Match: 2012
- BBC Futbolista africà de l'any: 2013